# Contrada
Contrada é uma comuna italiana da região da Campania, província de Avellino, com cerca de 2.796 habitantes. Estende-se por uma área de 10 km², tendo uma densidade populacional de 280 hab/km².

## Demografia
| Variação demográfica do município entre 1861 e 2011                               |
|                                                                                   |
| Fonte: Istituto Nazionale di Statistica (ISTAT) - Elaboração gráfica da Wikipedia |